# Harry Helmsley
Harry Helmsley (4 mars 1909 - Scottsdale, 4 janvier 1997) était un magnat de l'immobilier américain. Il fut à une époque l'un des plus gros propriétaires fonciers des États-Unis, avec notamment dans son patrimoine l'Empire State Building et le Helmsley building.
Sa troisième épouse, Leona Helmsley (surnommée « la reine des avares ») fut inculpée en 1989 pour fraude fiscale. Harry avait été inculpé avec son épouse, mais son état de santé lui avait permis de ne pas aller en prison. Il fut en effet jugé trop faible physiquement et mentalement au point de ne pas pouvoir assister ses avocats pour sa propre défense.
Helmsley mourut d'une pneumonie à l'hôpital de Scottsdale, dans l'Arizona. Leona Helmsley est décédée en 2007 à 87 ans.